# 肯亞軍事
肯亞防衛軍是肯亞的軍事力量，現役部隊約2萬4千人。同時採用英美系和蘇系裝備，肯亞最早的現代化軍隊是19世紀末期英國殖民建立的東非步槍隊，1963年後才出現單獨指揮主權的軍事力，至今英國等國還是有協訓肯亞士兵。

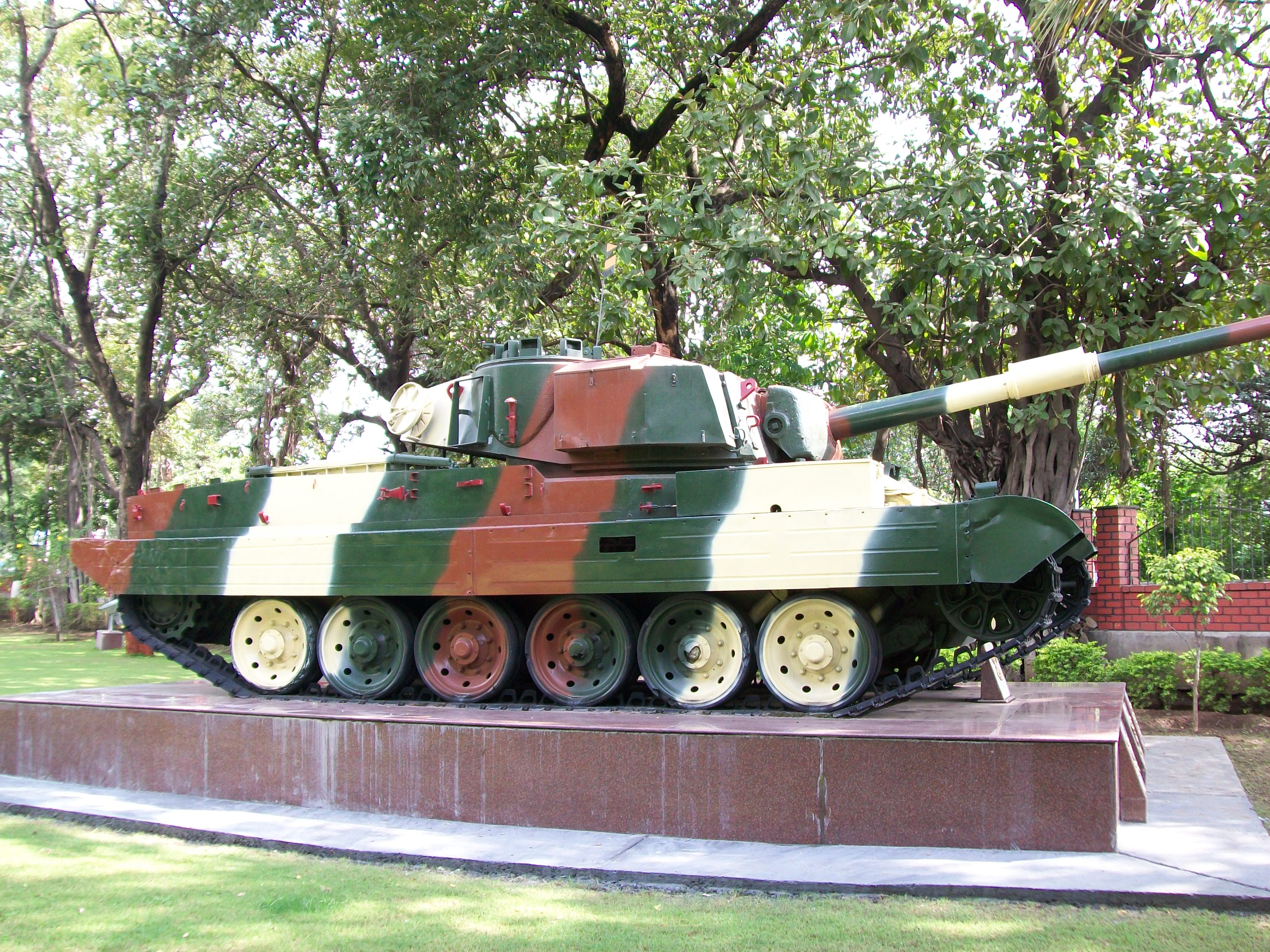
肯亞使用76輛維克斯主戰坦克
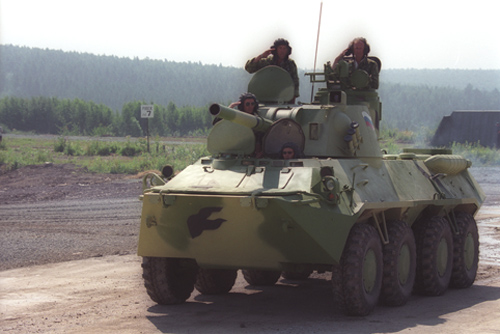
80輛BRDM-3
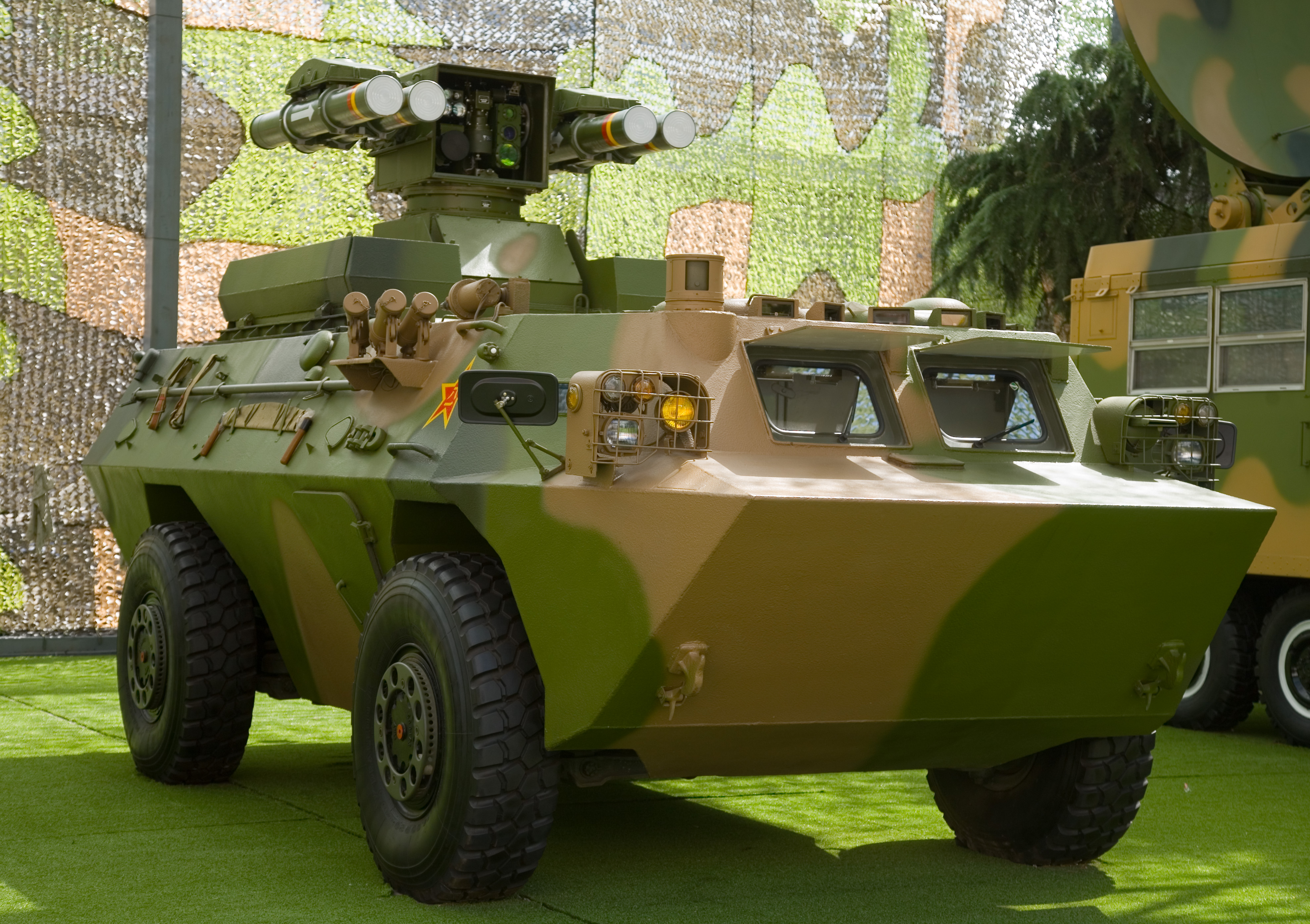
35輛ZSL-92装甲运兵车
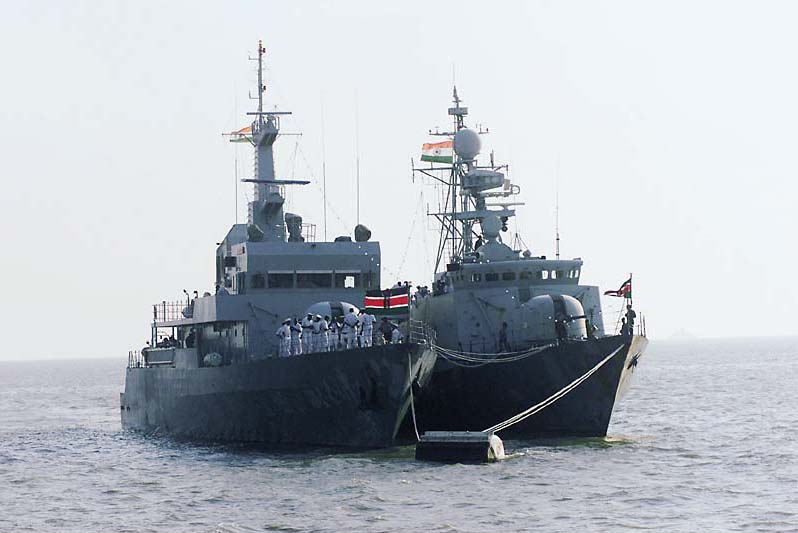
海軍主力為2艘定製巡邏艦

## 外部連結
- 肯亞國防部 （页面存档备份，存于）
- Kenya Security Information -  Institute for Security Studies retrieved on 28 May 2007
- BBC專題: 肯亞軍事化 （页面存档备份，存于）, dated 31 January 2003